# Montmeló
Montmeló es un municipio perteneciente a la provincia de Barcelona, en la comunidad autónoma de Cataluña en España. Está situado a unos 20 km al norte de la capital (Barcelona), a orillas del Besós, en el Vallés Oriental.
El término municipal de Montmeló, de escasa extensión territorial (4,11 km²) se extiende por el valle bajo del Congost y su confluencia con la riera del Mogent, que juntan, al unirse, el Besós, río que conforma el límite meridional del término. Atraviesa el término municipal y el núcleo urbano una carretera que conduce a Granollers. Su población en 2012 era de 8.830 habitantes (INE 2012)
En su casco urbano destaca la iglesia de Santa María, neoclásica en su construcción actual pero que conserva restos de un ábside del siglo XI. Destaca también la sede del Circuito de Barcelona-Cataluña, donde se disputan el Gran Premio de España de Fórmula 1 y el Gran Premio de Cataluña de Motociclismo (Campeonato Mundial de Motociclismo). Ambas carreras han ganado en más de una ocasión el premio a mejor GP de la temporada.
Destacan, asimismo, las ruinas del castellum romano de Can Tacó, situado entre Montmeló y Montornès del Vallès, bautizado con el nombre de "Mons Observans" y es uno de los primeros asentamientos romanos de Cataluña.
El yacimiento fue declarado bien cultural de interés nacional en 2008. Fue construido en el siglo II a. C. en la cumbre de un cerro desde donde se podían controlar las principales vías de comunicación, sobre todo la Vía Augusta. La edificación, que ya fue excavada en los años 1947 y 1961, ha conservado el trazado de las principales dependencias que tenía. Se trata de un edificio de representación oficial de alguna administración romana vinculada al ejército y parece que tenía la función de praesidium, un campamento militar que servía de base logística para las tropas romanas y para el control de territorios.

## Toponimia
La referencia más antigua que tenemos de Montmeló la encontramos en la transcripción de un acta del año 945, el acta de consagración de la iglesia de Santa María de las Puel·les de Barcelona, en relación con la donación de Santa María de Montis Molonis.
Las teorías sobre la toponimia son diversas, la del Mont del Molí encontraría fundamento en la existencia de un molino de harina concedido a Guillermo durante el reinado de Lúis el Joven en el siglo XII.
La recuperación de la Piedra de Llinars y, más recientemente, la piedra termal de "Augustalis" en el Raiguer, vienen a acentuar el sentido terminal de Montmeló. Como proponía Enric Moreu-Rey, el significado etimológico del nombre se explica por su procedencia de Mont Molló o sea, colina, cima o cuello de la Pedrafita, refiriéndose a la montañeta de las Tres Cruces.

## Historia
Montmeló se encuentra situado en medio de un importante y milenario cruce de caminos que enlazaba la vía Hercúlea, hasta nuestros días y que comunica el Sur y el Levante hispánico con Europa, ha hecho del pueblo un lugar de paso obligado, transitado desde los tiempos más remotos.
Se sabe de la existencia de un asentamiento neolítico antiguo (fuentes de cabana de "Cal Metge"), continua con el neolítico moderno (sepulcro en fosa de "Can Cucurny") y llega al neolítico reciente con los restos cerámicos de la cultura de Verazza (campo de fútbol). Por otro lado, se conservan cerámicas, molinos de mano, silos y otro elementos de la época ibérica, a pesar de no tener restos de asentamiento conocidos.
La Piedra de Llinars es un menhir con señales e inscripciones muy interesantes. La referencia más antigua sobre la existéncia de la Piedra de Llinars la encontramos en una sentencia arbitral de agosto de 1347 entre la Abadesa Laura y Pere de Montornès sobre delimitación de los dos pueblos.

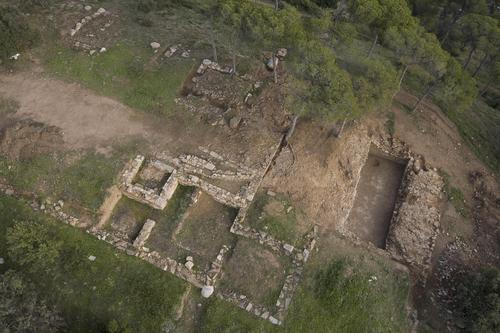
Vista aérea del castellum romano de Can Tacó, entre los términos municipales de Montmeló y Montornés del Vallés.

En el siglo II a.c., con la ocupación romana, se produce un cambio total. La antigua vía natural por el margen de los ríos se repara y en la colina de Can Tacó, en la confluencia de los ríos Mogent y Congost, se instala un puesto de mando militar de vigilancia y control de la ruta.
A medio camino de la Serreta, donde ahora está el número 16 de la calle Jacinto Verdaguer, se instala una villa romana (siglo II a. c.) extensa y rica. El nombre de la villa podría corresponder a Semproniana y se conoce por uno de los vasos apolinares. Estaba situada a 24 millas de Seterras y 8 millas de Arragona, o sea, a unos 35,3 km de Hostalrich y a 13.3 km de Sabadell.
Tanto el puesto de mando de Can Tacó como la villa romana de "Can Massot" fueron destruidos en el siglo I a. c. La villa lo fue por el fuego. La fecha más probable son las guerras civiles que los romanos libraron en nuestra casa entre César y Pompeyo en el año 49 a. C.
La ocupación de la fértil tierra continua en el siglo IV d. c., época de la cual se conserva una tumba romana. De la época de Augusto se ha descubierto recientemente en el Raiguer la piedra termal Augustalis que es objeto de estudio como pieza única en Cataluña.
El lugar sigue transitado. A pesar el nuevo trazado del emperador Augusto por la costa, la vía del interior, la de la depresión prelitoral, no se pierde. Todos los itinerarios, tanto romanos como árabes o medievales, nos lo confirman.
Los destinos de Montmeló estuvieron ligados durante siglos al Monasterio de San Pedro de las Puellas de Barcelona; además del acta de consagración de la iglesia en el año 945, se conservan en su archivo importantes referencias a nuestra historia. Montmeló era conocido como "los masos de Sant Pere", el lugar donde se encuentra el Circuito eran dos de estos masos: la "Torre Pardalera" y el de "Can Cabanyes" datados ya en el siglo XII y que fueron desamortizados al monasterio a finales del siglo pasado.
El origen de la iglesia lo encontramos en las construcciones prerrománicas del siglo X, de influencias carolingias y con transformaciones posteriores de los siglos XI i XII. Actualmente, solo queda de esta primitiva iglesia románica, el ábside semicircular, el muro de la fachada actual y parte del campanario.
Montmeló fue calle de Barcelona en el año 1398, en el 1409 se separó y de nuevo volvió a la Corona en el 1495.
Bajo la corona del Rey Fernando los hombres notables de Montmeló pidieron ciertos privilegios al Rey, un resumen de estos los conocemos por el libro de llevador de la parroquia y por los documentos del archivo de Sant Pere.

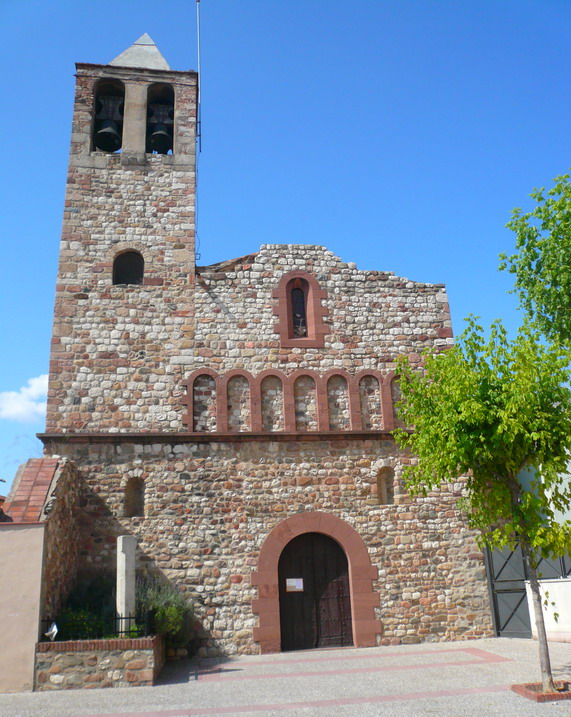
Iglesia de Santa María de Montmeló.

La recuperación del manuscrito de Joseph Fransí, nos ha revelado interesantes noticias sobre Montmeló de los siglos XV, XVI y XVII.
La construcción de la moderna N-152, Barcelona-Vich, en el año 1843, supone para Montmeló un gran atraso, ya que queda definitivamente al margen de estas vías de comunicación históricas. La construcción del ferrocarril (1854), el puente sobre el Besós y la instalación de la fábrica Cucurny, son el comienzo de un proceso de industrialización y de crecimiento económico y demográfico que tiene su punto álgido en los años sesenta. La puesta en funcionamiento en el año 1991 del circuito ha dado a conocer el nombre de Montmeló al plano internacional
En los últimos veinte años, al lado de este crecimiento, hemos de añadir el sociocultural, deportivo y urbanístico. En el pueblo proliferan los equipamientos comunitarios: piscinas, biblioteca, ludoteca, centro de salud, casal de los abuelos, colegios públicos, centro cultural y de los jóvenes, equipamientos deportivos, la escuela de música, la escuela de adultos, el pabellón, el instituto, el museo municipal de Montmeló, han producido importantes avances en la calidad y cantidad de los servicios; también se ha mejorado el entorno urbano: parque del Santo Cristo, zona de peatones de la calle García Lorca, parque de la Quintana, zona de peatones de la calle Mayor y se ha adquirido patrimonio como es el caso de La Torreta, de época moderna y que ahora es la sede del centro cultural, y el geriátrico Can Dotras. El medio ambiente, la limpieza, los árboles y jardines han tenido una atención creciente.
El crecimiento urbanístico ordenado y controlado ha permitido obtener tres actuaciones de ámbito residencial, como son el Pedregar, la Cucurny y la Quintana, de baja densidad, suficientemente dotadas de espacios libres, zonas verdes y equipamientos, también de una calidad de vivienda digna. Se han mejorado las conexiones de Montmeló con el desarrollo del polígono industrial Sota el Molí, pero sobre todo con el del Consorcio de la Zona Franca, al lado del Circuito, ampliando considerablemente la oferta industrial y los espacios verdes.

## Composición del ayuntamiento
| Partido político                             | 2023  | 2023       | 2023 |
| Partido político                             | %     | Concejales |      |
| Partido de los Socialistas de Cataluña (PSC) | 45,28 | 7          |      |
| Canviem - En Comú Guanyem (Canviem-C)        | 23,04 | 3          |      |
| Fem Montmeló Opció Municipal (Independents)  | 13,54 | 2          |      |
| Junts per Montmeló (JxM)                     | 11,69 | 1          |      |

## Demografía
Montmeló cuenta con una población de 8906 habitantes (INE 2024).
| Gráfica de evolución demográfica de Montmeló entre 1842 y 2021                                                        |
| |
| Población de derecho según los censos de población del INE. Población de hecho según los censos de población del INE. |

## Transportes
Destacar que Montmeló es una población con muy buena comunicación, con el transporte público podemos acceder a prácticamente todo el mundo. Cada día hay trenes directos hasta el Aeropuerto y hasta las diferentes estaciones de tren de Barcelona.

### Ferrocarril
Estación de Montmeló: Líneas R2 y R8 de la red de Cercanías a diferentes poblaciones de Barcelona .

### Autobús
Una empresa de autocares establece un servicio de ida y vuelta en bus desde diferentes paradas de autobuses (en estación de tren , calle Vic) a otros municipios de la comarca del Vallés Oriental.

### Carretera
- AP-7 o Autopista del mediterráneo
- C17 Autovía
- C35 Autovía

## Fiesta mayor
Anteriormente se celebraba en torno al 15 de agosto coincidiendo con la festividad de La Asunción de Nuestra Señora, pero el municipio decidió cambiar la fecha de celebración al último domingo de junio, casi siempre coincidiendo con la festividad de San Pedro, conmemorando la relación secular de Montmeló con el monasterio benedictino de San Pedro de las Puellas.
En los últimos años la fiesta mayor se divide en dos collas, la de Melons (en referencia al nombre del municipio) y la de Creuats (en referencia a las Tres Cruces), representados por el color verde y el rojo respectivamente, que compiten en diferentes pruebas a lo largo de la fiesta mayor.
Es importante mencionar en estas fiestas la colla de diables de Montmeló, que forma parte de la fiesta mayor desde 1996. Desde entonces no ha dejado de participar, realizando su recorrido por las principales calles del municipio. Dicha Colla también hace un recorrido importante por las calles de la ciudad en la Verbena de San Juan.
Y para terminar la fiesta hacen una proyección de Fuegos Artificiales denominado Castell de foc de final de festa.

## Deporte
En el plano deportivo, Montmeló es más conocido por ser la sede del Circuito de Barcelona-Cataluña, donde se disputan tanto el Gran Premio de España de Fórmula 1 y el Gran Premio de Cataluña de Motociclismo.
Su equipo de fútbol, la UE Montmeló CF milita en 2.ª Regional. Casi 80 años después de su fundación, el CE Montmeló se fusionó con la UD Extremeña.
En futbol sala tenemos a la penya blaugrana futbol sala de Montmeló, y al Sporting Montmeló, entidades distintas que comparten deporte y municipio. 
Montmeló dispone también de un equipo de ajedrez municipal, con 25 años de existencia, que actualmente milita en primera división catalana.
Entre los deportes destacados de este municipio también podemos encontrar el Montmeló Club de Basquet, donde el primer equipo disputa la 3.ª Catalana. Actualmente participan, en 2016, ocho equipos, además de la escuela de baloncesto y el equipo de veteranas.
En Balonmano cuenta con el club PB Handbol Montmeló, fundado dentro de la Penya Blaugrana Montmeló, por exjugadores del Club Handbol Montmeló, entidad deportiva extinguida hacía varios años. Tiene a su equipo en tercera catalana (ascendido este año), y una buena proyección de cara al futuro, siendo ganadores de primera catalana con sus cadetes masculinos, y quedando terceras de esa misma liga con las féminas.